# Casa Maria Habekost
Casa Maria Habekost este o clădire istorică situată pe strada Dr. Gheorghe Marinescu, nr. 7 din Timișoara.
Face parte din Situl urban „Fabric” (II), monument istoric cod LMI TM-II-s-B-06097.

## Istorie
Terenul de 191 de stânjeni pătrați, unde este construită casa, se află unde exista fostul Vorpark, sau Előpark, parcelat și scos la licitație de către Primăria Timișoarei în 1888. Acesta a fost achiziționat în anul 1888 de către Benjamin Habekost contra sumei de 11 coroane per stânjen, cumulând un total de 2100 de coroane pentru întreaga parcelă. După decesul acestuia, în feburarie 1892, soția sa, Mária Habekost, fostă Meiszner, obține autorizație de construire pentru o casă pe parter la data de 9 septembrie 1892, clădirea fiind finalizată la data de 24 iunie 1893.
În decembrie 1901, casa cu numarul de carte funciara 1552 este vândută de către văduva Habekost către dr. Szilárd Sztura soția sa, Mária, contra sumei de 28000 de coroane. În 1907, Szilárd Sztura obține o autorizație pentru supraetajarea clădirii, aducând-o în forma actuală. Acesta a locuit în clădire până la moartea sa, în 1925, imobilul, imobilul având atunci adresa strada Baross nr. 6, fiind menționat drept locul din care a pornit cortegiul funerar la înmormântarea sa.
Dr. Szilárd Sztura (n. 13 noiembrie 1857, Pădureni - d. 23 ianuarie 1924, Timișoara) a fost un doctor în drept, avocat, estet, filozof, traducător literar, adjunct al procurorului general al comitatului Timiș și președinte al Societății János Arany din Timișoara. 

## Descriere
Clădirea este construită în stil ecelctic istoricesc cu elemente clasiciste fiind caracterizată de un singur nivel. Printre detalii plastice care ies în evidență se enumeră frontoanele curbe frânte și triunghiulare care se regăsesc deasupra ferestrelor și un colț teșit rezultat în urma intersecției fațadelor, formând o mică fațadă de colț, evidențiată prin prezența unui balcon cu balustradă.